# Pivdenmash
Pivdenmash (Південмаш) eller russisk Yuzhmash (Южмаш), på dansk Sydlig Ingeniørvirksomhed er en ukrainsk statsejet rumfartsproducent. Før 1991 var den en statsejet fabrik i Sovjetunionen. Pivdenmash producerer rumfartøjer, løfteraketter, landingsstel og forskellige industrivarer.
Virksomheden har hovedkvarter i Dnipro og hører under Ukraines rumfartsstyrelse.